# Johanniskirche (Restorf)

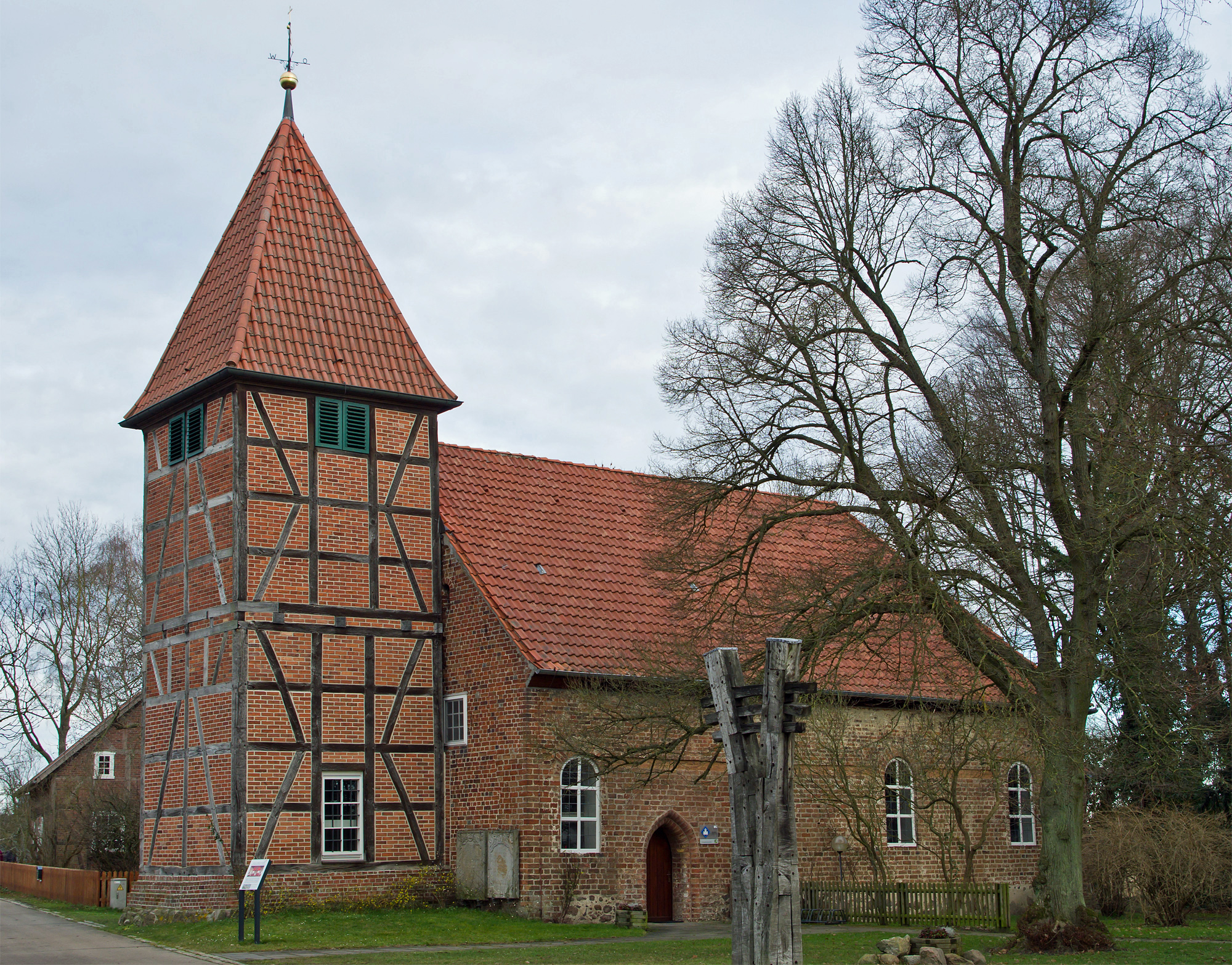
Johanniskirche

Die evangelisch-lutherische Johanniskirche steht in Restorf, einem Ortsteil der Gemeinde Höhbeck im Landkreis Lüchow-Dannenberg in Niedersachsen. Die St. Johannis-Kirchengemeinde ist Ortskirchengemeinde der Gesamtkirchengemeinde Kirchspiel an Elbe und Seege im Kirchenkreis Lüchow-Dannenberg im Sprengel Lüneburg der Evangelisch-lutherischen Landeskirche Hannovers.

## Beschreibung
Die schlichte Saalkirche, die aus einem Kirchenschiff unter einem mit Hohlpfannen gedeckten Satteldach und einem polygonal abgeschlossenen Chor im Osten besteht, wurde 1740 in Ziegelmauerwerk über einem Feldsteinsockel unter Verwendung der Reste eines im Dreißigjährigen Krieg zerstörten Vorgängerbaus errichtet. Der quadratische Glockenturm im Westen, der mit einem Pyramidendach bedeckt ist, entstand 1847 in mit Backsteinen ausgefachtem Holzfachwerk, nachdem bei einem Großbrand weite Teile des Dorfes sowie der provisorische, freistehende Glockenstuhl vernichtet worden waren.
Die Orgel mit sechs Registern, einem Manual und einem Pedal wurde zwischen 1962 und 1969 von Emil Hammer gebaut.